# Maxxo
Maxxo est un auteur-compositeur-interprète français de reggae, originaire de Mâcon.

## Biographie
Ses influences sont issues du reggae roots jamaïcain, du dancehall ou encore du hip-hop. Jeune, il forme plusieurs groupes de reggae et participe à des sound systems, notamment auprès de Junior Cony.
En 2006, il se consacre à un projet personnel et se lance dans la création d’un album de reggae auto-produit. Pour cela, il s’isole pendant deux ans. Majoritairement en anglais, les titres traitent des thèmes de société (What we are fighting for, New world design, Alarma city), de sentiments personnels (Kiss from the star, Walking with music). L'album est édité par la société de production Echoprod, gérée par Mike, chanteur/auteur/compositeur de sinsemilia. Il se distingue en obtenant le Web Reggae Award décerné par le site reggae.fr et organisé par les grands médias internet du genre.
Une tournée française amène le groupe à partager la scène avec des artistes comme Alpha Blondy, Aswad, Capleton, Gentleman, Groundation, Max Roméo, Rootz Underground, Sinsemilia, Toots and the Maytals et ce dans des salles telles que les Zéniths de Paris et de Saint-Étienne, le Bataclan, l'Élysée Montmartre, le Summum de Grenoble, etc.  
À l'automne 2010 sort le second album, For the next generation, avec de nombreux featurings dont Macka B, Akhenaton, Yaniss Odua et Max Romeo. Il s'accompagne également de Sly and Robbie sur plusieurs titres.
Le 26 mai 2014, Maxxo dévoile sur Facebook son nouveau projet 2FAT, il prend alors la place de batteur du trio, laissant ainsi le micro au rappeur Skrib. 

## Discographie

### Single
- 2009 : Game Over